# Damien Bodie
Damien Bodie (ur. 2 stycznia 1985 w Melbourne) – australijski aktor.

## Filmografia

### Seriale TV
- 1996: Klan McGregorów (Snowy River: The McGregor Saga) jako Dennis Andrews
- 1997: Dziewczyna z oceanu (Ocean Girl) jako Louis Danton
- 1999: Sąsiedzi (Neighbours) jako Charlie Moyes
- 1999–2001: Crash Zone jako Abraham 'Ram' Foley
- 1996: Sąsiedzi (Neighbours) jako Liam Rigby
- 2002: Sądny dzień (Marshall Law) jako Paul
- 2003: Policjanci z Mt. Thomas (Blue Heelers) jako Lucas Moore
- 2003: Przygody w siodle (The Saddle Club) jako Raffael
- 2005–2007: Sąsiedzi (Neighbours) jako Dylan Timmins
- 2008–2009: Księżniczka z krainy słoni (The Elephant Princess) jako Vashan
- 2011–: Szczęśliwy los (Winners & Losers) jako Jonathan Kurtiss